# Danone
Danone (Euronext: BN

, OTCQX: DANOY
) er en fransk-registreret multinational fødevarekoncern. Koncernen har fire forretningsben: Friske mejeriprodukter, vand på flaske, babyernæring og medicinsk ernæring. En del af selskabets produkter markedsføres under navnet Dannon i USA.
Danones omsætning var i 2014 på 21,144 mia. Euro. Der var 98.236 ansatte i koncernen i 2014. Koncernens fokus på mælkeprodukter gør den til verdens tredjestørste mejerikoncern.
I 2014 var koncernens omsætning fordelt med 52 % friske mejeriprodukter, 21 % babyernæring, 20 % vand på flaske og 7 % medicinsk ernæring.

## Eksterne links
- Wikimedia Commons har flere filer relateret til Danone
- Officiel hjemmeside